# Champions League (Tenis de Mesa)
La Liga de Campeones de tenis de mesa es la máxima competición a nivel de clubes en Europa. Se celebra anualmente tanto para hombres como para mujeres, y es organizada por la Unión Europea de Tenis de Mesa (ETTU). Se disputa en su categoría masculina desde 1998, año en que vino a suceder a la Copa de campeones. En la categoría femenina el cambio de nombre y de formato del evento no se produjo hasta el año 2005.
En categoría masculina los equipos que más títulos han conseguido han sido el Royal Villette Charleroi de Bélgica y el Borussia Düsseldorf con cinco victorias cada uno. Individualmente quien más títulos ha conseguido ha sido Vladimir Samsonov que ha ganado el título en once ocasiones, cinco con el Charleroi, tres con el Düsseldorf, y tres con el TTC Gazprom Orenburg.
En categoría femenina el equipo que más veces han ganado el título de la Champions League es el Berlin Eastside, en cuatro ocasiones.

## Finales

### Champions League - Categoría masculina
| Año     | Campeón                  | Marcador          | Finalista                |
| ------- | ------------------------ | ----------------- | ------------------------ |
| 1998-99 | Caen                     | 3:4 4:3 (20:18)   | Borussia Düsseldorf      |
| 1999-00 | Borussia Düsseldorf      | 3:0 3:0           | Niederösterreich         |
| 2000-01 | Royal Villette Charleroi | 3:0 3:2           | Niederösterreich         |
| 2001-02 | Royal Villette Charleroi | 3:2 3:1           | Niederösterreich         |
| 2002-03 | Royal Villette Charleroi | 3:1 3:2           | Zugbrücke Grenzau        |
| 2003-04 | Royal Villette Charleroi | 3:1 3:1           | Zugbrücke Grenzau        |
| 2004-05 | RE-BAU Gönnern           | 1:3 3:1 (18:13)   | Royal Villette Charleroi |
| 2005-06 | RE-BAU Gönnern           | 2:3 3:1           | Royal Villette Charleroi |
| 2006-07 | Royal Villette Charleroi | 3:1 3:2           | Niederösterreich         |
| 2007-08 | Niederösterreich         | 3:0 3:2           | Royal Villette Charleroi |
| 2008-09 | Borussia Düsseldorf      | 2:3 3:0           | Liebherr Ochsenhausen    |
| 2009-10 | Borussia Düsseldorf      | 1:3 3:0           | Royal Villette Charleroi |
| 2010-11 | Borussia Düsseldorf      | 3:0 1:3           | GAZPROM Fakel Orenburg   |
| 2011-12 | Gazprom Orenburg         | 3:0 3:2           | UMMC Ekaterinburg        |
| 2012-13 | Gazprom Orenburg         | 3:1 1:3 (315:311) | Chartres                 |
| 2013-14 | Pontoise-Cergy           | 3:1 1:3 (18:16)   | Gazprom Orenburg         |
| 2014-15 | Gazprom Orenburg         | 1:3 3:0           | Borussia Düsseldorf      |
| 2015-16 | Pontoise-Cergy           | 1:3 3:1 (15:14)   | Eslövs AI BTK            |
| 2016-17 | Fakel Gazprom            | 3:0 3:2           | Borussia Düsseldorf      |
| 2017-18 | Borussia Düsseldorf      | 3:2 3:1           | Fakel Gazprom            |
| 2018-19 | Gazprom Orenburg         | 3:2 3:2           | UMMC Ekaterinburg        |
| 2019-20 |                          |                   |                          |
| 2020-21 | Borussia Düsseldorf      | 3:1               | FC Sarrebruck            |
| 2021-22 | Borussia Düsseldorf      | 3:2 3:2           | FC Sarrebruck            |
| 2022-23 | FC Sarrebruck            | 2:3 3:2 2:1       | Borussia Düsseldorf      |
| 2023-24 | FC Sarrebruck            | 3:2               | Borussia Düsseldorf      |
| 2024-25 | FC Sarrebruck            | 3:1               | Borussia Düsseldorf      |

### Champions League - Categoría femenina
| Año     | Campeón                     | Marcador                       | Finalista            |
| ------- | --------------------------- | ------------------------------ | -------------------- |
| 2005-06 | Sterilgarda Castel Goffredo | 3:2 3:2                        | Müllermilch Langweid |
| 2006-07 | Sterilgarda Castel Goffredo | 3:2 3:2                        | MF Services Heerlen  |
| 2007-08 | MF Services Heerlen         | 3:1 Kroppach no pudo continuar | FSV Kroppach         |
| 2008-09 | Linz AG Froschberg          | 2:3 3:1                        | FSV Kroppach         |
| 2009-10 | MF Services Heerlen         | 3:1 3:0                        | Linz AG Froschberg   |
| 2010-11 | Cancelado                   | Cancelado                      | Cancelado            |
| 2011-12 | Berlin Eastside             | 3:2 2:3 (19–18)                | SVS Ströck           |
| 2012-13 | Linz AG Froschberg          | 3:1 3:2                        | Budaörsi SC          |
| 2013-14 | Berlin Eastside             | 3:2 3:0                        | Fenerbahçe           |
| 2014-15 | Fenerbahçe                  | 3:2 3:1                        | Linz AG Froschberg   |
| 2015-16 | Berlin Eastside             | 3:2 3:0                        | KTS Tarnobrzeg       |
| 2016-17 | Berlin Eastside             | 2:3 3:1                        | KTS Tarnobrzeg       |
| 2017-18 | Dr. Casl Zagreb             | 3:2 3:0                        | Bursa BB             |
| 2018-19 | KTS Tarnobrzeg              | 3:2 3:2                        | Dr. Casl Zagreb      |
| 2019-20 |                             |                                |                      |
| 2020-21 | Berlin Eastside             | 3:2                            | Linz AG Froschberg   |
| 2021-22 | KTS Tarnobrzeg              | 3:2 3:2                        | Berlin Eastside      |
| 2022-23 | KTS Tarnobrzeg              | 3:0 3:0                        | Metz TT              |
| 2023-24 | KTS Tarnobrzeg              | 3:2 3:1                        | Etival ASRTT         |
| 2024-25 | Berlin Eastside             | 2:3 3:1                        | Metz TT              |

## Estadísticas

### Resultados por clubes

#### Champions League - Categoría masculina
| Club                      | Veces ganador | Veces finalista | Años ganador                             | Años finalista                     |
| ------------------------- | ------------- | --------------- | ---------------------------------------- | ---------------------------------- |
| Borussia Düsseldorf       | 7             | 6               | 2000, 2009, 2010, 2011, 2018, 2021, 2022 | 1999, 2015, 2017, 2023, 2024, 2025 |
| Royal Villette Charleroi  | 5             | 4               | 2001, 2002, 2003, 2004, 2007             | 2005, 2006, 2008, 2010             |
| TTC Orenburg              | 5             | 3               | 2012, 2013, 2015, 2017, 2019             | 2011, 2014, 2018                   |
| FC Sarrebruck             | 3             | 2               | 2023, 2024, 2025                         | 2021, 2022                         |
| TTV RE-BAU Gönnern        | 2             |                 | 2005, 2006                               |                                    |
| AS Pontoise Cergy         | 2             |                 | 2014, 2016                               |                                    |
| SVS Niederösterreich      | 1             | 4               | 2008                                     | 2000, 2001, 2002, 2007             |
| Caen Tennis de Table Club | 1             |                 | 1999                                     |                                    |
| TTC Zugbrücke Grenzau     |               | 2               |                                          | 2003, 2004                         |
| UMMC Ekaterinburg         |               | 2               |                                          | 2012, 2019                         |
| TTC Liebherr Ochsenhausen |               | 1               |                                          | 2009                               |
| Chartres ASTT             |               | 1               |                                          | 2013                               |
| Eslövs AI BTK             |               | 1               |                                          | 2016                               |

#### Champions League - Categoría femenina
| Club                          | Veces ganador | Veces finalista | Años ganador                       | Años finalista   |
| ----------------------------- | ------------- | --------------- | ---------------------------------- | ---------------- |
| TTC Berlin Eastside           | 6             | 1               | 2012, 2014, 2016, 2017, 2021, 2025 | 2022             |
| KTS Siarka ZOT Tarnobrzeg     | 4             | 2               | 2019, 2022, 2023, 2024             | 2016, 2017       |
| Linz AG Froschberg            | 2             | 3               | 2009, 2013                         | 2010, 2015, 2021 |
| MF Services Heerlen           | 2             | 1               | 2007, 2010                         | 2006             |
| Sterilgarda TT Castelgoffredo | 2             |                 | 2005, 2006                         |                  |
| Fenerbahçe                    | 1             | 1               | 2015                               | 2014             |
| Dr. Kasl Zagreb               | 1             | 0               | 2018                               |                  |
| FSV Kroppach                  |               | 2               |                                    | 2008, 2009       |
| Metz TT                       |               | 2               |                                    | 2023, 2025       |
| Müllermilch Langweid          |               | 1               |                                    | 2006             |
| SVS Ströck                    |               | 1               |                                    | 2012             |
| Budaörsi SC                   |               | 1               |                                    | 2013             |
| Etival ASRTT                  |               | 1               |                                    | 2024             |

### Resultados por naciones

#### Champions League - Categoría masculina
| Nación   | Veces ganador | Veces finalista | Clubes ganadores                                     | Clubes finalistas                                                                                   |
| -------- | ------------- | --------------- | ---------------------------------------------------- | --------------------------------------------------------------------------------------------------- |
| Alemania | 9             | 8               | Borussia Düsseldorf (7), TTV RE-BAU Gönnern (2)      | Borussia Düsseldorf (3), TTC Zugbrücke Grenzau (2), FC Sarrebruck (2) TTC Liebherr Ochsenhausen (1) |
| Rusia    | 5             | 5               | TTC Fakel Gazprom (5)                                | TTC Fakel Gazprom (3), UMMC Ekaterinburg (2)                                                        |
| Bélgica  | 5             | 4               | Royal Villette Charleroi (5)                         | Royal Villette Charleroi (4)                                                                        |
| Francia  | 3             | 1               | Caen Tennis de Table Club (1), AS Pontoise Cergy (2) | Chartres ASTT (1)                                                                                   |
| Austria  | 1             | 4               | SVS Niederösterreich (1)                             | SVS Niederösterreich (4)                                                                            |

#### Champions League - Categoría femenina
| Nación   | Veces ganador | Veces finalista | Clubes ganadores                  | Clubes finalistas                                                   |
| -------- | ------------- | --------------- | --------------------------------- | ------------------------------------------------------------------- |
| Alemania | 5             | 4               | TTC Berlin Eastside (5)           | TTC Berlin Eastside (1), Müllermilch Langweid (1), FSV Kroppach (2) |
| Austria  | 2             | 4               | Linz AG Froschberg (2)            | Linz AG Froschberg (3), SVS Strock (1)                              |
| Holanda  | 2             | 1               | MF Services Heerlen (2)           | MF Services Heerlen (1)                                             |
| Italia   | 2             |                 | Sterilgarda TT Castelgoffredo (2) |                                                                     |
| Turquía  | 1             | 1               | Fenerbahçe (1)                    | Fenerbahçe (1)                                                      |
| Polonia  |               | 2               |                                   | KTS Siarka ZOT Tarnobrzeg (2)                                       |
| Hungría  |               | 1               |                                   | Budaörsi SC (1)                                                     |